# Kunzeana tenera
Kunzeana tenera är en insektsart som först beskrevs av Beamer 1943.  Kunzeana tenera ingår i släktet Kunzeana och familjen dvärgstritar. Inga underarter finns listade i Catalogue of Life.